# Tramwaje w Béziers
Tramwaje w Béziers − zlikwidowany system komunikacji tramwajowej we francuskim mieście Béziers, działający w latach 1879−1948. 

## Historia
Pierwsze tramwaje w Béziers uruchomiono w 1879. Były to tramwaje konne, które kursowały na linii łączącej centrum miasta z wybrzeżem. Tramwaje konne zlikwidowano w 1900. W 1901 uruchomiono tramwaje elektryczne, które wkrótce kursowały po 5 liniach. W 1935 zlikwidowano tramwaje w centrum miasta. Pozostała wówczas jedynie podmiejska linia do Valras-Plage, którą zlikwidowano 1 listopada 1948. 